# کوین مکسول (بازیکن هاکی روی یخ)
کوین مکسول (انگلیسی: Kevin Maxwell؛ زادهٔ ۳۰ مارس ۱۹۶۰) بازیکن هاکی روی یخ اهل کانادا است.